# East Lake (sjö i Antarktis)
East Lake är en sjö i Antarktis. Den ligger i Östantarktis. Australien gör anspråk på området.